# 黄精明
黄精明（英語：Jackson Ng），英国商业及诉讼事务律师、大律师，英国杰昂律师事务所合伙人，英国政治人物。現為比肯斯菲尔德镇议会议员，以及当地小学校董。该镇是英国最富有的城镇之一。黄精明同时也是上议院韦鸣恩勋爵的政治顾问和保守党华人之友组织（CFOC）总干事。在2015年，2017年以及2019年，黄精明三次代表保守党参与了英国大选。
黄精明先后在英国伦敦大学亚非学院与伦敦政治经济学院攻读法律专业，曾担任伦敦政经学院的研究员，之后成为英国执业律师，后获认许为英国大律师。
黄精明曾代理“英国伯明翰警员‘不小心驾驶’撞死中国留学生张某一案”，以及“中国女乘客乘维珍航班受辱事件”。
黄精明于2020年10月接受了凤凰网关于中英日后环保合作走向的采访。
2021年5月8日，黄精明再次代表比肯斯菲尔德地区受选为英国白金汉郡地方议会的议员。
2021年5月11日，黄精明和其合伙人蔡汝安（Leon Chua）代理的波及百位中国投资人的“Maxwell中国投资人诉英国内政部”一案，于英国上诉法院宣告胜诉。